# Sora no Mori
Sora no Mori (空の森 - Foresta del Cielo) è il secondo album ufficiale di Akino Arai pubblicato nel 1997.

## Il disco
Pubblicato nell'agosto del 1997 è il secondo album ufficiale di Akino Arai. Composto da 15 tracce j-pop è in realtà una raccolta delle sigle e canzoni d'intermezzo di anime giapponesi tra cui Record of Lodoss War e Macross Plus. Molte tracce sono state scritte da Yōko Kanno e arrangiate da Hisaaki Hogari.
La musica è basata quasi completamente su temi orchestrali con diversi spunti rock e pop, e alcune campionature elettroniche che ne arricchiscono il suono. Vi sono tracce piuttosto evocative, soprattutto quelle relative alla saga di Lodoss War, tra cui la struggente Adesso e fortuna che, a parte il titolo, contiene anche una frase in italiano (Io sono prigioniera).
L'album contiene anche una canzone in portoghese (Lição do Vento) e una in francese (Siva). Inoltre in Moon Light Anthem vi è una citazione alla sonata "Chiaro di Luna" di Ludwig van Beethoven.

## Curiosità
La canzone Adesso e fortuna, sigla di apertura degli OAV di Record of Lodoss War è stata tradotta completamente da Nicola Bartolini Carrassi e cantata per la messa in onda in Italia da Lara Parmiani.

## Tracce
1. "星の雨"
(Hoshi no Ame, Rain of Stars, Pioggia di stelle)
2. "遥かなロンド"
(Haruka na RONDO, Far-away Rondo, Rondo della lontananza)
3. "Moon Light Anthem" ～槐 1991～
(Moon Light Anthem ～Enju 1991～)
4. "三日月の寝台"
(Mikazuki no Shindai, The Crescent Moon Bed, Il letto della Luna crescente)
5. "凍る砂"
(Kōru Suna, Frozen Sand, Sabbia ghiacciata)
6. "風と鳥と空" ～reincarnation～
(Kaze to Tori to Sora, Wind, Bird, and Sky - Vento, uccello e cielo)
7. "Adesso e fortuna" ～炎と永遠～
(Honō to Eien, Flame and Eternity, Fiamma ed eternità)
8. "VOICES"
9. "金色の時流れて"
(Kin'iro no Toki, Nagarete, The Flowing Gold of Time)
10. "Licao do Vento"
11. "歌わないうた"
(Utawanai Uta, The Song Unsung, La canzone non cantata)
12. "月からの祈りと共に"
(Tsuki kara no Inori to Tomo ni, Together with Prayers from the Moon, Insieme con preghiere dalla Luna)
13. "Siva" ～佇む人～
(Tatazumu Hito, Lingering Person)
14. "三日月と私"
(Mikazuki to Watashi, The Crescent Moon and I, La Luna crescente e io)
15. "WANNA BE AN ANGEL"